# Kalipso
Kalipso (grško Καλυψώ, Kalypsō) je bila v grški mitologiji nimfa, ki je živela na otoku Ogigija, kjer je več let zadrževala Odiseja.
Po njej se imenujeta Saturnov naravni satelit Kalipso in asteroid 53 Kalipso (Kalypso).

## Rodoslovje
Na splošno velja, da je Kalipso hči Titana Atlanta in Plejone.
Heziod in Homerjeva himna Demetri omenjata  ali drugo Kalipso ali morda isto Kalipso kot eno od Okeanid, hčer Tetije in Okeana. [3] Apolodor vključuje ime Kalipso na seznam Nereid, ki so hčere Nereja in njegove polsestre Doride.

## Ime
Ime Kalipso izvira iz καλύπτω (kaliptō), kar pomeni "skrita". [5] V skladu z leksikološko grško enciklopedijo Etymologicum Magnum njeno ime pomeni καλύπτουσα το διανοούμενον (kaliptusa do dianooúmenon), tj. "prikrivanje znanja", v povezavi  s homerskimi vzdevki δολόεσσα (dolóessa), kar pomeni subtilno ali lahkotno, opravičuje hermetično naravo Kalipso in njenega otoka. Beseda Καλύπτω je izpeljana iz prvotne indoevropske besede *kel-.

## Mitologija
Kalipso je  najbolj znana po svoji vlogi v Homerjevi Odiseji, v kateri poskuša obdržati legendarnega grškega junaka Odiseja na svojem otoku, da bi postal njen nesmrtni mož. Po Homerju je Kalipso sedem let zadrževala Odiseja na otoku Ogigija , medtem ko Apolodor omenja pet let , Higin pa eno leto.  Odiseja je očarala s svojim petjem, ko je na statvah premikala zlati čolniček in tkala, ob tem sta tudi spala skupaj, čeprav si je Odisej kmalu želel stanje spremeniti.
Odisej ni mogel več prenašati ločitve od svoje žene Penelope in je želel Kalipso to povedati. Njegova zavetnica je bila boginja Atena. Prosila je Zevsa, naj dovoli, da Odisej odide z otoka. Zevs je naročil glasniku Hermesu, naj Kalipso sporoči, da mora Odiseja spustiti, ker ni njegova usoda, da bi večno živel z njo. Seveda je bila Kalipso jezna, češ da bogovi sovražijo boginje, ki imajo odnose s smrtniki, vendar je sčasoma popustila in poslala Odiseja na pot, dala mu je vino, kruh in les za gradnjo splava.
Homer ne omenja njenih otrok. V nekaterih knjigah po Odiseji je Kalipso rodila Odisejevega sina Latina , čeprav je po navadi Kirka mati Latina . V drugih knjigah je Kalipso Odiseju rodila dva otroka, Navzitoja in Navzinoja . Zgodba o Odiseju in Kalipso ima nekaj podobnosti z Gilgamešem in točajko Siduri v Epu o Gilgamešu, v katerem "samska ženska oskrbi neutolažljivega junaka s pijačo in ga odpelje na kraj onstran morja, namenjen posebnemu razredu častnih ljudi" in "da se pripravi na potovanje, ki ga mora opraviti." 

## Galerija
- Kalipso, svetlolasa boginja, Jan Styka (20. stoletje)
- Kalipso, George Hitchcock (okoli 1906)
- Boginja Kalipso reši Odiseja, Cornelius van Poelenburgh (1630)
- Kalipso kliče nebesa in zemljo kot priči svoje iskrene naklonjenosti do Odiseja, Angelica Kauffman (18. stoletje)
- Kalipso sprejema Telemaha in Mentorja v jami, William Hamilton (18. stoletje)
- Merkur naroči Kalipso, da izpusti Odiseja, Gerard de Lairesse (1676–1682)
- Odisej kot gost pri nimfi Kalipso, Hendrick van Balen (okoli 1616)
- Hermes naroči Kalipso, naj  izpusti Odiseja, Gerard de Lairesse (okoli 1670)
- Odisej in Kalipso, Arnold Böcklin (1883)
- Kalipso, Henri Lehmann  (1869)
- Kalipsin otok, Herbert James Draper  (1897)
- Odisej na Kalipsinem otoku, Ditlev Blunck (1830)
- Hermes pri Kalipsi in Odiseju, Hubert Maurer
- Hermes naroči Kalipso, naj izpusti Odiseja, John Flaxman (1810)